# Vigna subramanianus
Vigna subramanianus är en ärtväxtart som först beskrevs av Mukat Behari Raizada, och fick sitt nu gällande namn av Mukat Behari Raizada. Vigna subramanianus ingår i släktet vignabönor, och familjen ärtväxter. Inga underarter finns listade i Catalogue of Life.